# Тинаше
Тинаше Йоргенсен Кахингве (родилась 6 февраля 1993 года) — американская певица, автор песен, танцор, продюсер и актриса, известная как Тинаше. Тинаше родилась в Лексингтоне, штат Кентукки. Ещё в детском возрасте переехала с родителями в Лос-Анджелес, уже в те годы мечтала построить карьеру в шоу-бизнесе. Была моделью для одного из персонажей в анимационном фильме 2004 года «Полярный экспресс». Самые известные в списке её ролей — Робин Уиллер в телесериале студии «Cartoon Network» «Out of Jimmy’s Head» (2007—2008 гг.) и периодическая роль в сериале студии «Си-би-эс» «Два с половиной человека» (2008—2009 гг.).
С 2007 по 2011 год Тинаше была участницей девичьей поп-группы «The Stunners». После распада группы в 2012 году она выпустила сольные альбомы «In Case We Die» и «Reverie», которые получили крайне положительные отзывы. После успеха двух альбомов подписала контракт со звукозаписывающей студией «RCA Records» и в 2013 году выпустила свой третий микстейп «Black Water». Её дебютный сингл «2 On» добрался до самой вершины хит-парада «Rhythmic» и достиг 24-го места в «Billboard Hot 100». Её дебютный студийный альбом «Aquarius», релиз которого состоялся в 2014 году, был отмечен музыкальными критиками как один из самых «значимых» дебютов новой артистки за последние годы. Благодаря этому альбому она была номинирована на премии «Soul Train Music Awards» и «BET Awards». Композиция «All My Friends», записанная совместно с британской группой «Snakehips» и хип-хоп исполнителем «Chance the Rapper» в 2016 году выиграла премию «Ivor Novello» в номинации лучшая современная песня. В том же году Тинаше появилась в сингле Бритни Спирс «Slumber Party», который возглавил чарт «Billboard Dance Club Songs». Второй студийный альбом Тинаше «Nightride», выпущенный в 2016 году, поднялся до 8-й строчки в чарте «Top R & B / Hip-Hop Albums» в США. Третий студийный альбом «Joyride» вышел в свет в 2018 году, он занял 58-ю строчку в чарте «Billboard 200» и 6-ю — в чарте «UK R&B Albums». Покинув звукозаписывающий лейбл «RCA», в ноябре 2019 она самостоятельно выпустила свой четвертый альбом «Songs for You».
Сама Тинаше описывает свою музыку как «ритмичный поп», включающий в себя жанры альтернативного R&B, поп и хип-хоп.

## Жизнь и карьера

### 1993—2006: ранние годы
Тинаше Кахингве родилась 6 февраля 1993 года в Лексингтоне, штат Кентукки, она является старшим ребёнком в семье профессоров колледжа Майкла и Эйми Кахингве. Её отец — профессор, преподающий актёрское мастерство в Государственном политехническом университете Калифорнии в городе Помона. Он является иммигрантом в первом поколении народа Шона из Зимбабве. Её мать имеет датские, норвежские и британские корни. Она преподаёт физиотерапию в Калифорнийском государственном университете Нортридж. Родители познакомились на свидании вслепую во время учёбы в Айовском университете. На языке народа Шона Тинаше означает «Бог с нами». В семье также есть два младших сына, Тулани и Кудзай. Тинаше было 8 лет, когда её семья переехала в Лос-Анджелес, Калифорния. В течение года она училась в средней школе Crescenta Valley, после чего закончила ее экстерном, чтобы полностью посвятить себя музыкальной карьере. Ещё в возрасте 4 лет она начала заниматься балетом, чечеткой и джазовыми танцами и до 18 лет продолжала в составе танцевальной труппы она продолжала участвовать в соревнованиях по разным танцевальным дисциплинам.

### 2007—2011: участие в «The Stunners» и актёрская деятельность
В начале 2000-х годов Тинаше сыграла роли в нескольких телешоу и фильмах, среди которых: «Cora Unashamed» (2000), «Call Me Claus» (2001), «Шоу века» (2003), а также в двух сериалах: «Ракетная мощь» (2004) и «Аватар: Легенда об Аанге» (2007). Затем с 2007 по 2008 год она играла роль в сериале американского мультипликационного канала Cartoon Network «Out of Jimmy’s Head» и эпизодическую роль в сериале «Два с половиной человека» с 2008 по 2009 год. И хотя её имя не было обозначено в довольно посредственно снятом «Шоу века», американский критик Роджер Эберт в своей рецензии на премьеру фильма в рамках фестиваля Sundance Film в 2003 году написал: «единственной актрисой в фильме, которой аплодировали зрители, была молодая темнокожая девушка по имени Тинаше Кахингве, она поёт „The Times They Are a-Changin’“ с такой проникновенностью и одновременно уверенностью, что выступление похоже на мастер-класс». В завершении обзора он добавил: «Если бы меня попросили выступить в качестве консультанта в съёмках этой картины, я бы посоветовал три слова: больше Тинаше Кахингве».
В 2007 году Тинаше присоединилась к девичьей поп-группе «The Stunners», основанной Коллин Фицпатрик. Её коллегами по группе были Марисоль Эспарза, Элли Гонино, Хейли Кийоко и Келси Сандерс. Спустя полгода с момента основания группа подписала контракт со звукозаписывающей компанией Columbia Records, а спустя ещё немного времени — контракт на создание сценария шоу на MTV с медиакомпанией Lionsgate. 18 марта 2009 года они выпустили сингл и видеоклип на композицию «Bubblegum». В октябре того же года группа выпустила мини-альбом из пяти песен, на который, по словам самих участниц, повлияли такие артисты, как Мадонна, Гвен Стефани и Рианна. 22 февраля 2010 года был выпущен видеоклип на промо-сингл «We Got It», песня была представлена группой на телешоу Today и The Wendy Williams Show. После подписания в 2010 году контракта со звукозаписывающей студией Universal Republic Records, они выпустили сингл «Dancin’ Around the Truth». Премьера музыкального клипа на песню состоялась 2 июня 2010 года, незадолго до того, как группа была объявлена на разогреве у Джастина Бибера в его «My World Tour».
После тура Джастина Бибера The Stunners вернулись в студию звукозаписи, но в 2011 году группа распалась, и Тинаше начала сольную карьеру. После распада группы Тинаше купила необходимое оборудование, камеру и микрофоны, и начала учиться записывать и микшировать музыку самостоятельно. Она писала и записывала песни в студии, которая располагалась в её комнате. Она создавала биты с помощью Logic Pro, а также снимала и редактировала свои собственные музыкальные клипы с помощью Pro Tools и Final Cut Pro. Своим учителем Тинаше называет YouTube.
3 мая 2011 года Тинаше дала свое первое сольное выступление, которое транслировалось по телевидению, во время игры «Лос-Анджелес Доджерс—Чикаго Кабс», исполнив патриотическую песню «Боже, благослови Америку». 24 июня 2011 года Тинаше выпустила своё первое сольное музыкальное видео на кавер сингла Лил Уэйн «How to Love». Позже композиция была выпущена для бесплатного цифрового скачивания на официальном сайте Тинаше. После выхода видеоклипа Тинаше официально подтвердила, что расторгла контракт со звукозаписывающей студией Universal Republic. Её имя было представлено на танцевальном сингле «Artificial People» студии OFM, выпущенном 12 сентября 2011 года. 25 ноября 2011 года Тинаше выпустила видеоклип на свою первую сольную песню «Can’t Say No». В треке был использован семпл «Blur» Бритни Спирс из её шестого студийного альбома Circus. 28 ноября 2011 года композиция появилась на цифровых ресурсах для скачивания.

### 2012—2014: микстейпы, выпуск сольного альбомаAquarius
В феврале 2012 года был выпущен дебютный сольный микстейп Тинаше «In Case We Die», его артистка записала самостоятельно в домашней студии. В альбоме было 4 сингла, первой из которых была промо-композиция «Chainless», выпущенная в iTunes 19 декабря 2011 года. Композиция «My High» была представлена для массового скачивания на официальном сайте Тинаше. 1 мая 2012 года она выпустила видеоклип к синглу «This Feeling», режиссёром которого выступил Коул Уоллизер. Последний сингл альбома, «Boss» был выпущен 20 августа 2012 года, сразу после того, как песня была показана в эпизоде сериала телеканала VH1 «Single Ladies». Видеоклип на песню был снят самостоятельно. Альбом был хорошо принят блоггерами.
13 июля 2012 года Тинаше объявила, что подписала контракт со звукозаписывающей студией RCA Records. После подписания контракта, которое произошло 6 сентября 2012 года, на официальном сайте Тинаше был представлен её второй микстейп «Reverie». Альбом включал в себя три сингла. В период с августа по ноябрь 2012 года в интернете появилась серия ремиксов на синглы с первых двух микстейпов Тинаше, композиции получили самые тёплые рецензии критиков. 26 ноября 2013 года Тинаше выпустила свой третий микстейп «Black Water». Альбом содержал 13 треков, которые были спродюсированы Boi-1da, Раяном Хемсворфом и самой Тинаше. Сингл «Vulnerable», записанный при участии рэпера Трэвиса Скотта, 26 ноября 2013 года был объявлен «популярной песней недели» на канале MTV по версии «Buzzworthy».
В 2014 году Тинаше работала над своим дебютным студийным альбомом. Запись альбома проходила в Лос-Анджелесе, Лондоне, Атланте, Нью-Йорке и Торонто. Над альбомом она работала с несколькими продюсерами: Clams Casino, Раяном Хемсворфом, Стюартом Мэтьюменом, DJ Mustard, T-Minus, Mike Will Made It, Boi-1da, Fisticuffs и Best Kept Secret. 13 января 2014 года Тинаше выпустила свой первый сингл из дебютного альбома «2 On». Песня была записана при участии американского рэпера Schoolboy Q, продюсером композиции выступил DJ Mustard. Композиция вошла в хит-парад Billboard Hot 100 на 89 строчку, а затем поднялась до 24-й.
29 июня 2014 года Тинаше дебютировала на национальном телевидении, исполнив свой сингл «2 On» на шоу BET Awards. В тот же день она заявила, что её ожидаемый дебютный альбом «Aquarius» будет официально выпущен 7 октября 2014 года. Сама Тинаше говорила о своем альбоме: «Он объединяет в себе все мои предыдущие работы. Я осталась верна самой себе. Очевидно, есть некоторый прогресс, ведь я выросла как артист, и нахожусь под влиянием чего-то нового в своей жизни. Я думаю, что мои поклонники будут очень довольны этим. Я думаю, что это действительно олицетворяет то, кем я являюсь и где я творчески нахожусь прямо сейчас». 22 августа 2014 года был выпущен второй сингл «Pretend» при участии американского хип-хон исполнителя ASAP Rocky. Альбом «Aquarius» дебютировал в хит-параде Billboard 200 сразу с 17 строчки. 18 800 копий было продано в первую неделю.
«All Hands on Deck» стал последним синглом с альбома. И хотя синглу не удалось попасть в чарт Billboard Hot 100, музыкальное видео вызвало много шума в сети среди сверстников и фанатов из-за своей хореографии и визуальных эффектов. Тинаше также поразила поклонников, появившись в начале года на обложке журнала V Magazine от 15 января.

### 2015—2017: релиз альбомовNightrideиJoyride

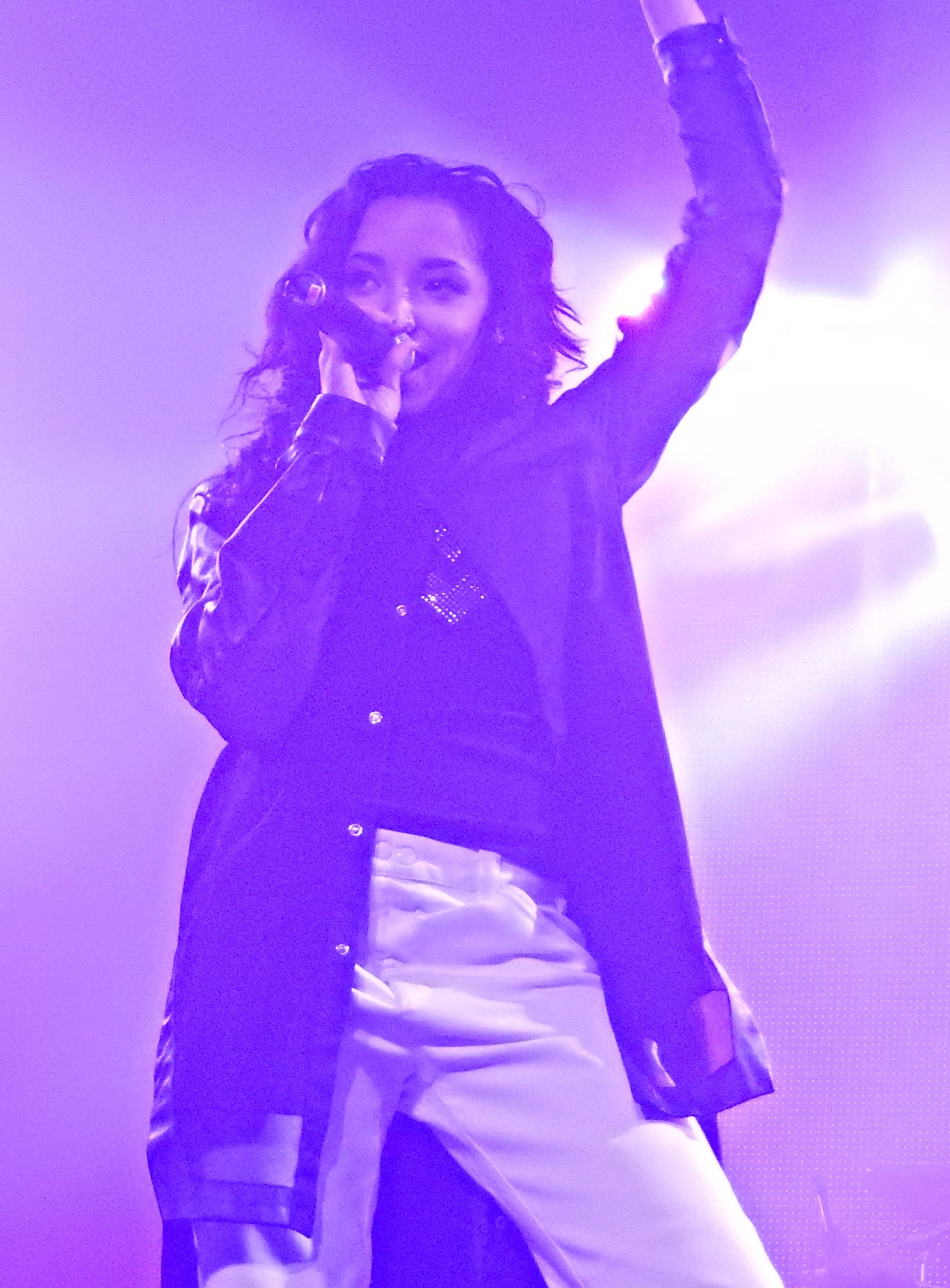
Тинаше в 2015 году

Позднее в январе 2015 года появилась информация, что Тинаше работала с авторами текстов и продюсерами группы «Prescription Songs», Максом Мартином и Тейлор Паркс, над своим вторым студийным альбомом. 16 марта 2015 года Тинаше выпустила микстейп из семи песен под названием «Amethyst», он был доступен для бесплатного скачивания. Эта работа была записана в её спальне во время рождественских каникул, продюсерами проекта выступили Раян Хемсворф, Iamsu!, DJ Dahi, Smash David, Ritz Reynolds, Nez & Rio и Mae N. Maejor. Тинаше также самостоятельно без поддержки лейбла инвестировала в несколько видеоклипов на композиции с альбома «Aquarius»: «Aquarius», «Bated Breath», «Cold Sweat» и «Bet / Feels Like Vegas».
2 сентября 2015 года Тинаше выпустила тизер своего второго студийного альбома «Joyride» на YouTube. В интервью Billboard она объяснила значение названия альбома: «Это всегда было у меня в голове, но со временем оно начало становиться все более и более актуальным для этапа моей карьеры, который я сейчас прохожу. Все поездки, которые я совершила в прошлом году и в целом все, через что я прошла, действительно похоже на приключение, путешествие». На вопрос, почему она считает, что ее не слышат, она ответила: «Я очень много работала в этом году над развитием фан-базы, было много гастролей. Я продолжаю расти, но остается ощущение, что меня недооценивают. Для меня особенно важно создавать новую музыку и тем самым давать моим поклонникам возможность открыть меня с новой стороны».
9 сентября Тинаше представила популярный сингл под названием «Party Favors», который был записан при участии рэпера Young Thug. 2 октября 2015 года Тинаше выпустила ещё одну песню «Player» с участием Криса Брауна. 21 октября 2015 года Тинаше была представлена в треке британского электронного дуэта Snakeships «All My Friends», в котором также участвовал американский рэпер Chance the Rapper. Трек вошел в двадцатку лучших в пяти странах мира.
Летом 2015 года Тинаше присоединилась к Ники Минаж для концертов в США в рамках гастрольного тура «Pinkprint», а в сентябре и октябре того же года она гастролировала по Южной Америке с Кэти Перри в рамках тура «Prismatic World». Помимо этого Тинаше появилась в журнале Vogue в ноябре 2015, а также попала на обложку зимнего выпуска журнала Dazed за 2015 год.
12 января 2016 года Тинаше объявила о мировом турне «Joyride» в поддержку одноименного альбома. Гастрольный тур был запланирован с февраля по май 2016 и включал в себя выступления в Северной Америке, Европе, Азии и Океании. В конечном итоге тур был отменен, так как Тинаше решила сосредоточиться на создании новых песен для альбома. 2 февраля 2016 года Тинаше представила ещё один промо-сингл «Ride of Your Life».
В феврале 2016 года американский гигант в области декоративной косметики MAC cosmetics заявил о сотрудничестве с Тинаше в рамках кампании #MACFutureForward. В компании также приняли участие Холзи, Lion Babe и Dej Loaf. В апреле Тинаше снова появилась на страницах американского Vogue.
Летом того же года Тинаше должна была стать хедлайнеров на фестивале, организованном радиостанцией Hot 97’s, но мероприятие было отменено из-за погодных условий. 5 июля 2016 года Тинаше выпустила новый сингл «Superlove». Режиссёром клипа на композицию выступила Ханна Люкс Дэвис, видео было представлено 12 августа 2016 года на MTV и получило самые восторженные отзывы. На YouTube видео набрало миллион просмотров всего за полтора дня. 15 сентября 2016 года Тинаше исполнила свою новую песню «Company» на канале MTV. В отличие от её предыдущей композиции, «Company» была написана The-Dream без Тинаше в качестве соавтора. 25 октября 2016 года Тинаше подтвердила, что вместе с Бритни Спирс работает над созданием ремикса на песню Спирс «Slumber Party».
Затем Тинаше появилась на обложке октябрьского номера журнала Nylon в 2016 году. Дизайнер Alexander Wang пригласил её сниматься в рекламном видео ролике для рекламной кампании 2016 года.
4 ноября 2016 года Тинаше выпустила альбом и одноименный короткометражный фильм «Nightride». По её словам работа над альбомом длилась 2 года, одновременно с выпуском альбома «Joyride». В рецензии на альбом американский журнал Rolling Stone назвал его «тёмным, манящим и опасным».
В марте 2017 года Тинаше вместе с группой Maroon 5 приняла участие в их турне «Maroon V Tour». В том же месяце Pepsi совместно с iHeartMedia, Shazam и Viacom объявили, что Тинаше присоединится к их музыкальной платформе The Sound Drop.
6 марта Тинаше провела премьеру нового сингла «Flame». Она также подтвердила новость, что она появится в новом сезоне американского телесериала «Империя». 2 апреля 2017 года в рамках 33-го ежегодного реслинг-шоу Рестлмания 33 в Орландо Тинаше исполнила американскую патриотическую композицию «America the Beautiful» перед толпой зрителей, которая насчитывала 75 000 человек. Это самое большое количество людей, которое когда-либо собиралось на Кэмпинг Уорлд Стэдиум.
В июне на концерте в честь дня рождения радиостанции Hot 107.9 она появилась вместе с Аароном Картером. 11 июля 2017 года Тинаше выступила с заявлением, что вместе с Mike Will Made It, TM88, Metro Boomin, Дипло и Boi-1da работает над своим вторым альбомом «Joyride». В августе 2017 она была на обложке журнала Galore, в этом же номере издания вышло её интервью. 18 января 2018 года она выпустила заглавный трек с долгожданного альбома «Joyride», «No Drama» при участии рэпера Offset. «Faded Love» при участии Фьючера был выпущен вторым синглом 12 февраля 2018 года.

### 2018—2020: телевидение и выпуск альбомаSongs for You
9 июня 2018 года продюсер Hitmaka заявил, что выступит в роли исполнительного продюсера в работе над грядущим альбомом Тинаше «Nashe». Заглавный сингл «Like I Used To» был выпущен 13 июля 2018 года. Второй сингл альбома «Throw a Fit» был выпущен 26 июля 2018 года. В августе в сети Интернет распространились слухи о прекращении работы над проектом «Nashe», усилил их пост самой Тинаше в Instagram, в котором она опубликовала снимок экрана с ошибкой на сайте звукозаписывающей компании. 12 сентября 2018 Тинаше была заявлена одной из знаменитостей, которые будут участвовать в 27 сезоне шоу «Танцы со звездами». Её профессиональным партнером был американский танцор Брэндон Армстронг. Но несмотря на тот факт, что пара Тинаше и Армстронга постоянно получала высокие баллы, они заняли четвертое место в конкурсе и выбыли из соревнований 15 октября. Также в октябре Тинаше приняла участие в фестивале Austin City Limits.
Американская телевизионная сеть Fox анонсировала адаптацию мюзикла «Rent» под названием «Rent: Live», в которой Тинаше сыграла главную женскую роль Мими Маркес, экзотической танцовщицы, которая борется с наркотической зависимостью и ВИЧ. Были выпущены рекламные видеоролики и фотографии, на которых были изображены Тинаше и другие актёры в костюмах на репетициях во время подготовки проекта к выходу в эфир. Будучи фанатом мюзиклов со времен средней школы, в интервью US Weekly Тинаше рассказывала о своей роли: «В мюзикле всё ещё есть много тем, которые определенно не являются детскими, но я думаю, что это важно, потому что они очень актуальны на сегодняшний день. И актёрский состав справляется с ними красиво, потрясающе, весело и увлекательно». 27 января 2019 года мюзикл вышел в эфир телеканала Fox. Специальный телевизионный выпуск, показанный в прайм-тайм получил пять премий Эмми.
В феврале 2019 года менеджер Тинаше заявил, что она расторгла контракт со звукозаписывающей студией RCA, добавив, что расставание пойдёт на пользу исполнительнице, так как теперь контроль над творчеством будет в её собственных руках. После расставания с RCA издание Hot New HipHop опубликовало статью, в которой говорилось, что Тинаше находилась в этот момент на взлёте своей творческой карьеры и несколько звукозаписывающих компаний делают всё, чтобы она присоединилась к ним. 7 ноября того же года Тинаше подписала контракт с лейблом Roc Nation. 20 ноября вышел первый самостоятельно выпущенный молодой исполнительницей студийный альбом «Songs for You». По мнению музыкальных обозревателей Idolator и The Cut альбом получился прекрасным. Бен Дандридж-Лемко из The Wall Street Journal написал об альбоме, что «сложно найти где-либо отрицательный отзыв о проекте». 17 июля 2020 года, спустя почти восемь месяцев после успешного выпуска альбома «Songs for You», Тинаше представила зрителям сингла «Rascal (Superstar)».
В августе Тинаше подтвердила, что будет участвовать в записи сингла Игги Азалии «Dance Like Nobody’s Watching». Эта композиция стала их второй совместной работой после ремикса «All Hands on Deck» в 2015 году. Песня попала в хит-парады Шотландии и США.
25 ноября 2020 года Тинаше выпустила рождественский сингл под названием «Comfort & Joy». Этот проект стал ее вторым релизом после ухода из RCA.

### 2021:333
28 мая 2021 года Тинаше опубликовала загадочный тизер своего предстоящего пятого студийного альбома в своих аккаунтах в социальных сетях. Тизер включал подпись «333», которая, как предполагается, будет названием её предстоящего альбома, а также новый логотип, разработанный Франком Фернандесом. Ведущий сингл альбома «Pasadena» был выпущен 4 июня при участии американского рэпера Бадди. 9 июля Тинаше выпустила новый сингл «Bouncin». После релиза Тинаше объявила о туре под названием «333 Tour», который начнётся в сентябре 2021 года.

## Артистизм

### Музыкальный стиль и источники вдохновения
Музыкальный стиль Тинаше характеризуется как R&B, поп и альтернативный R&B. Тинаше заявляет, что она пишет сама свои песни и всегда открыта для сотрудничества с другими исполнителями. Её композиции состоят из «событий, относящихся ко мне и моей жизни; будь то отношения, которые у меня были, или отношения, в которых находятся близкие мне люди, потому что я могу погрузиться в сознание других людей и писать с этой точки зрения». Также источником вдохновения для Тинаше является общество: «события, которые влияют на меня изо дня в день скорее с философской точки зрения, чем просто очевидные вещи». Её микстейпы были более экспериментальными, включающими элементы традиционного R&B, электро-хопа и дарк-попа.
Её музыкальный стиль «действительно вдохновлен R&B, хип-хопом и альтернативной музыкой».
«Я считаю темноту манящей и интересной. Мне нравятся песни, которые звучат как сумасшедшие, я думаю, что это создаёт интересное сопоставление между моим ярким и мягким голосом. Я не хочу, чтобы моя музыка казалась сладкой или приятной … поэтому я думаю о чем-то темном и тяжелом, а затем накладываю сверху свой нежный голос».
В 2016 году в одном из проектов Тинаше сказала, что она «не вписывается ни в один конкретный музыкальный жанр». Позднее она сама заявила, что считает себя «поп-артисткой, создающей поп-музыку в стиле R&B». По стилю исполнения её сравнивают с такими популярными исполнителями, как: Джанет Джексон, Алией и Джеймсом Блейком. Тинаше была вдохновлена музыкой, которую её родители играли в доме, когда она была маленькой. По её собственному мнению огромное влияние на неё, как артиста оказали Бритни Спирс, Майкл Джексон, Джанет Джексон, Шаде Аду, Кристина Агилера, Джеймс Блейк, The xx и SBTRKT.
«Я думаю, что Майкл Джексон, Джанет Джексон, Кристина Агилера и Шаде, все в каком-то смысле являются для меня знаковыми. Все они потрясающие исполнители, и я восхищаюсь их выступлениями. Я всегда хочу устроить отличное живое шоу».

## Личная жизнь
В детстве Тинаше сталкивалась с издевательствами со стороны сверстников:
«На самом деле, в школе надо мной много издевались. Я ходила в государственную школу до 9 класса, и это довольно неприятный опыт. Я пропустила выпускной бал, сам выпускной и весь колледж, но я не расстраиваюсь из-за этого, потому что все остальное, что я делала, было тем, чего я действительно хотела».
Тинаше живет в Лос-Анджелесе, свои музыкальные композиции она в основном записывает в студии, которая располагается в её спальне. У нее есть чёрный пояс по тхэквондо.
8 июля 2012 года молодая исполнительница впервые публично объявила о бисексуальности на Tumblr.
2 февраля 2016 года Тинаше снималась для издания Complex и пригласила их к себе домой, чтобы сделать репортаж о своей семье. В то время Тинаше жила дома со своей семьёй в Ла-Кресенте, пригороде в 20 милях к северу от Лос-Анджелеса. В июне 2020 года принимала участия в протестах Джорджа Флойда в Лос-Анджелесе.
28 августа 2020 года Тинаше рассказала о своей сексуальной ориентации в интервью изданию Gay Times. Изначально отказываясь навешивать на себя ярлык препятствия от общественности, чтобы избежать неправильных представлений, она публично рассказала об этом в той же статье.
В октябре 2020 года она разместила в социальных сетях пост в поддержку армянской нации в связи с войной в Нагорном Карабахе.

## Дискография
- Aquarius (2014)
- Nightride (2016)
- Joyride (2018)
- Songs for You (2019)
- 333 (2021)

## Примечание
1. ↑  Internet Movie Database (англ.) — 1990.
2. 1 2 3  Kellmen, Andy. "Tinashe Biography" (англ.). AllMusic. Дата обращения: 6 апреля 2021. Архивировано 28 сентября 2020 года.
3. ↑  "Tinashe: Are You Ready?" (англ.). NOISEY (13 апреля 2016). Дата обращения: 6 апреля 2021. Архивировано 4 марта 2016 года.
4. ↑  "Tinashe feat. Schoolboy Q – 2 On Music Video" (англ.). What's Good? (24 марта 2014). Дата обращения: 7 апреля 2021. Архивировано из оригинала 24 марта 2014 года.
5. ↑  Lewis, Brittany. "Tinashe Reveals Details About Her Debut Album" (англ.). Global Grind (13 декабря 2012). Дата обращения: 7 апреля 2021. Архивировано 22 мая 2021 года.
6. ↑  "Adele Wins Big (Again) At The 2016 Ivor Novello Awards" (англ.). Forbes. (17 октября 2017).
7. ↑  "Tinashe" (англ.). Complex (2 февраля 2016). Дата обращения: 7 апреля 2021. Архивировано 11 апреля 2021 года.
8. ↑  "I am.. Zimbabwean and Norwegian/Danish/Irish…" (англ.). Twitter.com (21 января 2011). Дата обращения: 7 апреля 2021. Архивировано 21 августа 2021 года.
9. ↑  "Tinashe brings touch of glamour to ZAA" (англ.). New Zimbabwe (2 апреля 2015). Дата обращения: 7 апреля 2021. Архивировано 2 апреля 2015 года.
10. ↑  Inocencio, Marc. "Tinashe and Ryan Call Radio Stations to Correct Pronunciation of Her Name" (англ.). American Top 40 (2 апреля 2015). Дата обращения: 13 апреля 2021. Архивировано 2 апреля 2015 года.
11. ↑  Carlin, Shannon. "New Music To Know: Tinashe is an R&B Singer on the Verge" (англ.). Radio (12 февраля 2015). Дата обращения: 13 апреля 2021. Архивировано 12 февраля 2015 года.
12. ↑  Ebert, Roger. "Masked and Anonymous" (англ.). Chicago Sun-Times. (15 августа 2003). Дата обращения: 13 апреля 2021. Архивировано 16 августа 2019 года.
13. ↑  "The Stunners" (англ.). MTV. Viacom. (15 марта 2015). Дата обращения: 13 апреля 2021. Архивировано 17 ноября 2015 года.
14. 1 2 3 4  Lindell, Karen. "Hayley's Comet" (англ.). Ventura County Star (16 июля 2010). Дата обращения: 13 апреля 2021. Архивировано 7 сентября 2011 года.
15. ↑  Nadine Cheung. "Listen to The Stunners' New Self-Titled EP" (англ.). AOL. (20 сентября 2009). Дата обращения: 13 апреля 2021. Архивировано 29 июля 2010 года.
16. ↑  "The Stunners: Biography" (англ.). Allmusic (22 марта 2012). Дата обращения: 13 апреля 2021. Архивировано 13 апреля 2021 года.
17. ↑  "The Stunners – "Santa Bring My Soldier Home" + Wendy Williams Show performance" (англ.). BandWebLogs (9 декабря 2009). Дата обращения: 14 апреля 2021. Архивировано 5 ноября 2011 года.
18. ↑  "Top 40/M Future Releases" (англ.). All Access Music Group. (25 апреля 2010). Дата обращения: 14 апреля 2021. Архивировано 12 апреля 2015 года.
19. ↑  "Justin Bieber presents The Stunners!" (англ.). http://concertsandsports.wordpress.com (3 июня 2010). Дата обращения: 14 апреля 2021. Архивировано 25 апреля 2012 года.
20. ↑  "Tommy2.net Entry for April 6, 2011" (англ.). tommy2.net (6 апреля 2011). Дата обращения: 14 апреля 2021. Архивировано 14 апреля 2021 года.
21. ↑  "Tinashe Photo - 10 New Artists You Need to Know: July 2014" (англ.). Rolling Stone (18 июля 2014). Дата обращения: 14 апреля 2021. Архивировано 14 апреля 2021 года.
22. ↑  TINASHE [@Tinashe]. "Headed to Dodger stadium!! First big solo performance is for 57,000 people. No pressure... Ha. Ha" (англ.). Twitter (4 мая 2011). Дата обращения: 14 апреля 2021. Архивировано 14 апреля 2021 года.
23. ↑  Los Angeles Dodgers [@Dodgers]. "@Tinashe Looking forward to having you and all your familiy and friends at the #Dodgers game tonight!" (англ.). Twitter. (3 мая 2011). Дата обращения: 14 апреля 2021. Архивировано 14 апреля 2021 года.
24. ↑  "Tinashe – How To Love" (англ.). Def Pen Radio (3 июля 2011). Дата обращения: 14 апреля 2021. Архивировано 24 октября 2014 года.
25. ↑  Bradley Stern. "MuuMuse Excluusive: Listen to Tinashe's Debut Single "Artificial People"" (англ.). MuuMuse.com. (12 сентября 2011). Дата обращения: 16 апреля 2021. Архивировано 16 апреля 2021 года.
26. ↑  "VIDEO PREMIERE: Tinashe – 'Can't Say No'" (англ.). Def Pen (25 ноября 2011).
27. ↑  Ronald Rainer. "Tinashe Premieres Can't Say No Music Video" (англ.). I Am Boi Genius (28 ноября 2011). Дата обращения: 16 апреля 2021. Архивировано 28 ноября 2011 года.
28. ↑  TINASHE. "My new song #CantSayNo will be available for download tonight at MIDNIGHT EST" (англ.). Twitter (28 ноября 2011). Дата обращения: 16 апреля 2021. Архивировано 16 апреля 2021 года.
29. ↑  "Tinashe Unleashes Brilliant Mixtape: 'In Case We Die'" (англ.). muumuse.com (7 февраля 2012). Дата обращения: 16 апреля 2021. Архивировано 16 апреля 2021 года.
30. ↑  "My High" (англ.). TinasheNow.com (28 мая 2012). Дата обращения: 17 апреля 2021. Архивировано 28 мая 2012 года.
31. ↑  Dimas Sanfiorenzo. "Tinashe "This Feeling" (NEW VIDEO)" (англ.). GlobalGrind.com (1 мая 2012). Дата обращения: 17 апреля 2021. Архивировано 17 апреля 2021 года.
32. ↑  "Rosewood Radio on UStream" (англ.) (15 мая 2012). Дата обращения: 17 апреля 2021. Архивировано 18 апреля 2013 года.
33. ↑  "Featured Video: Tinashe – "Boss"" (англ.). versedonline.com (22 сентября 2012). Дата обращения: 17 апреля 2021. Архивировано 14 июля 2014 года.
34. ↑  "Tinashe – BOSS (Official Video) From "In Case We Die"" (англ.). thisis50.com (19 ноября 2012). Дата обращения: 17 апреля 2021. Архивировано 14 июля 2014 года.
35. ↑  Bradley Stern. "Tinashe Unleashes Brilliant Mixtape 'In Case We Die'" (англ.). MuuMuse.com. (6 февраля 2012). Дата обращения: 16 апреля 2021. Архивировано 16 апреля 2021 года.
36. ↑  "Music Minute: Tinashe Signs with RCA Records" (англ.). thecrypticbeauty.com (13 июля 2012). Дата обращения: 17 апреля 2021. Архивировано 29 ноября 2012 года.
37. ↑  "Tinashe – "Boss" (Ryan Hemsworth Remix)" (англ.). earmilk.com (16 августа 2012). Дата обращения: 17 апреля 2021. Архивировано 17 апреля 2021 года.
38. ↑  "Tinashe – "Boss" (The 83rd Remix)" (англ.). earmilk.com/ (6 ноября 2012). Дата обращения: 17 апреля 2021. Архивировано 17 апреля 2021 года.
39. ↑  Brad Stern. "Britney Spears, Tinashe, Aiden + More: 5 Must-Hear Pop Songs Of The Week" (англ.). Buzzworthy.mtv.com (2 февраля 2014). Дата обращения: 17 апреля 2021. Архивировано 17 апреля 2021 года.
40. ↑  "Tinashe Premieres 'Who Am I Working For?' Video: Watch" (англ.). Billboard (2 февраля 2014). Дата обращения: 17 апреля 2021. Архивировано 17 апреля 2021 года.
41. ↑  "Tinashe's 'Who Am I Working For' gets long-overdue video – FACT Magazine: Music News, New Music" (англ.). Factmag.com (12 марта 2013). Дата обращения: 17 апреля 2021. Архивировано 17 апреля 2021 года.
42. ↑  "iTunes – Music – 2 On (feat. Schoolboy Q) – Single by Tinashe" (англ.). iTunes Store. Apple. (30 марта 2014). Дата обращения: 17 апреля 2021. Архивировано 30 марта 2014 года.
43. ↑  Breihan, Tom. "Tinashe – "2 On" (feat. Schoolboy Q) (Prod. DJ Mustard)" (англ.). Stereogum. Spin Media. (13 января 2014). Дата обращения: 17 апреля 2021. Архивировано 6 сентября 2020 года.
44. ↑  JoJo Wright [@JoJoWright]. "Oct 7 release date. "@DirtyLilMartini: @JoJoWright @Tinashe @1027KIISFM Can you tell me the release date again? October? #Aquarius"" (англ.). Twitter (13 августа 2014). Дата обращения: 17 апреля 2021. Архивировано 17 апреля 2021 года.
45. ↑  "Recording artist Tinashe performs at the BET Awards PreShow during... News Photo 451468352" (англ.). Getty Images. gettyimages.ca. (10 ноября 2014). Дата обращения: 17 апреля 2021. Архивировано 17 апреля 2021 года.
46. ↑  "Tinashe – Artist To Watch" (англ.). refinery29.com (10 ноября 2014). Дата обращения: 18 апреля 2021. Архивировано 12 июня 2018 года.
47. ↑  "Tinashe Slows Down and Sweetens Up on "Pretend" Alongside A$AP Rocky" (англ.). The FADER. thefader.com. (10 ноября 2014). Дата обращения: 18 апреля 2021. Архивировано 18 апреля 2021 года.
48. ↑  "Tinashe & FKA Twigs Go Topless on V Magazine Covers" (англ.). Billboard. (17 октября 2017). Дата обращения: 18 апреля 2021. Архивировано 19 апреля 2021 года.
49. ↑  Tinashe On Grabbing Nicki's Cheeks + Crazy DMs (англ.). YouTube (6 апреля 2015). Дата обращения: 18 апреля 2021. Архивировано 18 апреля 2021 года.
50. ↑  Dr. Luke Doctor Luke [@TheDoctorLuke]. "The #Fam @JHartMusic @chloeangelides @Tinashe @jmikemusic" (англ.). Twitter (25 января 2015). Дата обращения: 18 апреля 2021. Архивировано 18 апреля 2021 года.
51. ↑  "Studio Love: Tinashe Hits The Studio With Taylor Parks, Jacob Kasher & Ammo" (англ.). creativejeniusreport.com. (13 апреля 2016). Дата обращения: 18 апреля 2021. Архивировано 14 марта 2016 года.
52. ↑  "Tinashe Drops Amethyst Mixtape – Pitchfork" (англ.). pitchfork.com (13 апреля 2016). Дата обращения: 18 апреля 2021. Архивировано 18 апреля 2021 года.
53. ↑  "Tinashe Drops 'Bet/Feels Like Vegas' Video – Billboard" (англ.). Billboard (13 апреля 2016). Дата обращения: 20 апреля 2021. Архивировано 20 апреля 2021 года.
54. ↑  "Tinashe on New Album: 'Motherf--kers, I Can't Be Ignored' – Rolling Stone" (англ.). Rolling Stone (2 сентября 2015). Дата обращения: 20 апреля 2021. Архивировано 20 апреля 2021 года.
55. ↑  "Nicki Minaj Lets Love Rule at Powerhouse 'Pinkprint' Show in Brooklyn" (англ.). Rolling Stone (27 июля 2015). Дата обращения: 20 апреля 2021. Архивировано 20 апреля 2021 года.
56. ↑  "Tinashe to Join Katy Perry on South American Tour" (англ.). Popcrush (17 октября 2017). Дата обращения: 20 апреля 2021. Архивировано 20 апреля 2021 года.
57. ↑  "Kendall Jenner Introduces the Brilliant New Class of CFDA/Vogue Fashion Fund Finalists" (англ.). Vogue (17 октября 2017). Дата обращения: 20 апреля 2021. Архивировано 20 апреля 2021 года.
58. ↑  "Tinashe Covers Winter 2015 Issue Of 'Dazed' Mag, Talks Still Having A Normal Life, More" (англ.). Singersroom (24 ноября 2015). Дата обращения: 20 апреля 2021. Архивировано 20 апреля 2021 года.
59. ↑  "Tinashe Reveals Joyride World Tour Dates – Billboard" (англ.). Billboard (13 апреля 2016). Дата обращения: 20 апреля 2021. Архивировано 20 апреля 2021 года.
60. ↑  "Hear Tinashe's Scorching 'Joyride' Song, 'Ride of Your Life'" (англ.). Rolling Stone (2 ноября 2016). Дата обращения: 20 апреля 2021. Архивировано 20 апреля 2021 года.
61. ↑  "Photo: Courtesy of MAC Cosmetics MAKEUP This Might Be the Most Epic MAC Collaboration Ever" (англ.). Teen Vogue (17 октября 2017). Дата обращения: 20 апреля 2021. Архивировано 20 апреля 2021 года.
62. ↑  TINASHE [@Tinashe]. "So honored to be in @voguemagazine ❤" (англ.). Twitter (21 апреля 2016). Дата обращения: 24 апреля 2021. Архивировано 24 апреля 2021 года.
63. ↑  "HOT 97 Announces Main Stage Lineup For Summer Jam" (англ.). Vibe.com (8 апреля 2016). Дата обращения: 24 апреля 2021. Архивировано 24 апреля 2021 года.
64. ↑  "Tinashe's "Superlove" Video Premieres, Crosses 1 Million Views On Day Two" (англ.). headlineplanet.com (13 августа 2016). Дата обращения: 24 апреля 2021. Архивировано 24 апреля 2021 года.
65. ↑  "Tinashe Delivers Sultry Performance of New Track 'Company' on MTV's 'Wonderland'" (англ.). Billboard (2 ноября 2016). Дата обращения: 24 апреля 2021. Архивировано 24 апреля 2021 года.
66. ↑  "Tinashe Doesn't Need Your Love, She Just Wants Your "Company" | SPIN" (англ.). Spin (16 сентября 2016). Дата обращения: 24 апреля 2021. Архивировано 30 июля 2021 года.
67. ↑  Keryce Chelsi Henry. "Tinashe Is Our October Cover Star" (англ.). Nylon (17 октября 2017). Дата обращения: 24 апреля 2021. Архивировано 24 апреля 2021 года.
68. ↑  "TINASHE AND MORE STAR IN NEW ALEXANDER WANG CAMPAIGN VIDEO" (англ.). V Magazine (5 октября 2016). Дата обращения: 24 апреля 2021. Архивировано 24 апреля 2021 года.
69. ↑  "Nightride by Tinashe on Apple Music" (англ.). music.apple.com (4 ноября 2016). Дата обращения: 24 апреля 2021. Архивировано 24 апреля 2021 года.
70. ↑  "20 Best R&B Albums of 2016" (англ.). Rolling Stone (14 декабря 2016). Дата обращения: 24 апреля 2021. Архивировано 24 апреля 2021 года.
71. ↑  "Tinashe to Open for Maroon 5" (англ.). ABC News Radio (17 октября 2017). Дата обращения: 24 апреля 2021. Архивировано 24 апреля 2021 года.
72. ↑  "Tinashe Talks New 'Sound Drop' Collaboration with Pepsi: Exclusive" (англ.). Billboard (17 октября 2017). Дата обращения: 24 апреля 2021. Архивировано 24 апреля 2021 года.
73. ↑  "Tinashe premieres 'Flame' and confirmed to appear in the new season of Empire" (англ.). Vaunter (16 марта 2017). Дата обращения: 24 апреля 2021. Архивировано 17 марта 2017 года.
74. ↑  Dosh, Kristi. "WrestleMania 33 Breaks Attendance And Revenue Records As Part Of 5 Nights Of WWE Sellouts" (англ.). Forbes (6 апреля 2017). Дата обращения: 24 апреля 2021. Архивировано 24 апреля 2021 года.
75. ↑  "Tinashe Announces New Single 'Flame' - Rap-Up - Rap-Up" (англ.). www.rap-up.com.. Дата обращения: 24 апреля 2021. Архивировано 24 апреля 2021 года.
76. ↑  Mulshine, Molly. "Tinashe Takes on Dating Drama and Sexism in the Studio" (англ.). Galore (17 октября 2017). Дата обращения: 24 апреля 2021. Архивировано 24 апреля 2021 года.
77. ↑  Kreps, Daniel. "Hear Tinashe Unload on Ex on New Single 'Like I Used To'" (англ.). Rolling Stone (23 июля 2018). Дата обращения: 24 апреля 2021. Архивировано 24 апреля 2021 года.
78. ↑  Rincón, Alessandra. "Tinashe Is 'On a Wave' With Surprise Track 'Like I Used To': Listen" (англ.). Billboard (23 июля 2018). Дата обращения: 24 апреля 2021. Архивировано 24 апреля 2021 года.
79. 1 2  Pimentel, Julia. "Tinashe Brings Out Her Spicy Alter Ego on 'Throw A Fit'" (англ.). Complex Networks. (18 октября 2018). Дата обращения: 25 апреля 2021. Архивировано 24 января 2021 года.
80. ↑  Goldstein, Micheline. "Dancing with the Stars Season 27 Cast Revealed" (англ.). American Broadcasting Company. (12 сентября 2018). Дата обращения: 25 апреля 2021. Архивировано 15 октября 2019 года.
81. ↑  Murphy, Desiree; Seemayer, Zach. "'Dancing With the Stars' Sends Home One of the Highest Scoring Couples After Trio Week – Find Out Who!" (англ.). Entertainment Tonight (15 октября 2018). Дата обращения: 25 апреля 2021. Архивировано 16 октября 2018 года.
82. ↑  Hatfield, Amanda. "ACL Festival 2018 Sunday pics (Arctic Monkeys, Janelle Monae, Travis Scott, more)" (англ.). BrooklynVegan (8 октября 2018). Дата обращения: 25 апреля 2021. Архивировано 29 апреля 2021 года.
83. ↑  Sengupta Stith, Deborah; Blackstock, Peter. "ACL Fest: Our top choices for weekend one - Entertainment & Life - Austin 360 - Austin, TX" (англ.). Austin American-Statesman. GateHouse Media, LLC (1 октября 2018). Дата обращения: 25 апреля 2021. Архивировано 25 апреля 2021 года.
84. ↑  Sullivan, Lindsey. "Viva La Vie Boheme! Exclusive Photos from the Rent Live! Rehearsal Room" (англ.). Broadway.com (17 декабря 2018). Дата обращения: 25 апреля 2021. Архивировано 25 апреля 2021 года.
85. ↑  Longeretta, Emily. "Tinashe: 'Rent Live' Stays True to 'Risque' Script" (англ.). Us Weekly (25 января 2019). Дата обращения: 25 апреля 2021. Архивировано 25 апреля 2021 года.
86. ↑  "Vanessa Hudgens, Tinashe and more set to star in Fox Live version of 'Rent'" (англ.). Chicago Sun-Times (28 ноября 2018). Дата обращения: 25 апреля 2021. Архивировано 25 апреля 2021 года.
87. ↑  Cydney, Henderson. "Vanessa Hudgens, Tinashe and more set to star in Fox's Live version of 'Rent'" (англ.). USA Today (29 ноября 2018). Дата обращения: 25 апреля 2021. Архивировано 25 апреля 2021 года.
88. ↑  Goldberg, Lesley. "Emmy Nominations 2019: By the Numbers – HBO Dominates Netflix, Led by 'Game of Thrones'" (англ.). The Hollywood Reporter (16 июля 2019). Дата обращения: 25 апреля 2021. Архивировано 25 апреля 2021 года.
89. ↑  Leight, Elias. "Tinashe Has Parted Ways with RCA" (англ.). Rolling Stone (18 февраля 2019). Дата обращения: 26 апреля 2021. Архивировано 26 апреля 2021 года.
90. ↑  "Tinashe Reportedly Sparks Bidding War Between Labels" (англ.). Hot New HipHop (2 февраля 2019). Дата обращения: 26 апреля 2021. Архивировано 26 апреля 2021 года.
91. ↑  "Tinashe Signs With Roc Nation for Management" (англ.). Billboard (9 ноября 2019). Дата обращения: 26 апреля 2021. Архивировано 26 апреля 2021 года.
92. ↑  Saponara, Michael. . "Finally Free: Tinashe is Leaving Her Label Issues in the Past & Making the Music She Loves" (англ.). Billboard (21 ноября 2019). Дата обращения: 26 апреля 2021. Архивировано 26 апреля 2021 года.
93. ↑  Wass, Mike. "Sexy Bops & Club Bangers: Tinashe Drops New Album 'Songs For You'" (англ.). Idolator (21 ноября 2019).
94. 1 2  Cadenas, Kerensa. "Tinashe Went to 9 Protests Last Weekend" (англ.). The Cut. (12 июня 2020). Дата обращения: 26 апреля 2021. Архивировано 26 апреля 2021 года.
95. ↑  Dandridge-Lemco, Ben. "How To Notch A Comeback? Ditch Your Manager and Your Record Label" (англ.). The Wall Street Journal (3 января 2020). Дата обращения: 26 апреля 2021. Архивировано 26 апреля 2021 года.
96. ↑  Othman, Hanan. Tinashe Sets Fans Off W/ Cryptic '333' Teaser (англ.). SOHH (29 мая 2021). Дата обращения: 29 мая 2021. Архивировано 29 мая 2021 года.
97. ↑  Tinashe announces new single "Pasadena" landing tonight (англ.). The Line of Best Fit. Дата обращения: 3 июня 2021. Архивировано 3 июня 2021 года.
98. ↑  Mahadevan, Tara. Tinashe Comes Through With New Song "Bouncin" (англ.). Complex (9 июля 2021). Дата обращения: 11 июля 2021. Архивировано 10 июля 2021 года.
99. ↑  Tinashe Unveils North American Fall 2021 Tour Dates (англ.). Uproxx (12 июля 2021). Дата обращения: 13 июля 2021. Архивировано 12 июля 2021 года.
100. ↑  "American R&B singer Tinashe on her secret to success: 'Make things happen for yourself'" (англ.). The National (17 июня 2015). Дата обращения: 27 апреля 2021. Архивировано 1 октября 2020 года.
101. ↑  "R&B Sensation Tinashe Takes A Leading Role In The Live Version Of 'Rent'" (англ.). The Source. (30 октября 2018). Дата обращения: 27 апреля 2021. Архивировано 27 апреля 2021 года.
102. ↑  Kennedy, Gerrick D. "Tinashe's dance heavy 'Company' is the first must-see music video of 2017" (англ.). Los Angeles Times. (7 января 2017). Дата обращения: 27 апреля 2021. Архивировано 27 апреля 2021 года.
103. ↑  "Tinashe Announces Three New Singles 'Coming Soon'" (англ.). Billboard (12 января 2018). Дата обращения: 27 апреля 2021. Архивировано 27 апреля 2021 года.
104. ↑  "Why Tinashe Is One of 2017's Most Daring Artists" (англ.). Billboard (17 ноября 2017). Дата обращения: 27 апреля 2021. Архивировано 27 апреля 2021 года.
105. ↑  Nguyen, Dean Van. "Tinashe - 'Aquarius'" (англ.). NME. (7 октября 2014). Дата обращения: 27 апреля 2021. Архивировано 27 апреля 2021 года.
106. 1 2 3  "Tinashe: Are You Ready?" (англ.). NOISEY. noisey.vice.com. (6 декабря 2013). Дата обращения: 27 апреля 2021. Архивировано 4 марта 2016 года.
107. 1 2 3 4  "Combine Aaliyah, James Blake and Janet Jackson and you might just get a Tinashe" (англ.). i-D. (10 ноября 2014). Дата обращения: 27 апреля 2021. Архивировано 27 апреля 2021 года.
108. ↑  Stern, Bradley. "Required Listening: Tinashe, 'Black Water' (Mixtape)" (англ.). MuuMuse (27 ноября 2013). Дата обращения: 27 апреля 2021. Архивировано 27 апреля 2021 года.
109. ↑  Smith, Da’Shan. "A comprehensive breakdown of the musicality in Tinashe's discography" (англ.). REVOLT (20 июня 2018). Дата обращения: 27 апреля 2021. Архивировано 27 апреля 2021 года.
110. ↑  NYLON Video. "Me + My Selves: Tinashe on Tinashe on Tinashe" (англ.). Youtube (5 октября 2016). Дата обращения: 27 апреля 2021. Архивировано 27 апреля 2021 года.
111. ↑  Michael Cragg. "Tinashe: 'If you're a black singer, you're either Beyoncé or Rihanna'" (англ.). The Guardian (12 июня 2007). Дата обращения: 27 апреля 2021. Архивировано 27 апреля 2021 года.
112. 1 2  "Tinashe Video Interview: On Bringing More Females Into the Mainstream & The Success of '2 On'" (англ.). Billboard (13 апреля 2016). Дата обращения: 27 апреля 2021. Архивировано 19 августа 2020 года.
113. ↑  "Popping Up: Tinashe" (англ.). Music News, Reviews, and Gossip on Idolator.com. (13 апреля 2016).
114. ↑  The Look: Tinashe – OPENING CEREMONY. openingceremony.us. Дата обращения: 10 ноября 2014. Архивировано 4 марта 2016 года.
115. ↑  "How Tinashe Became R&B's Next Breakout Star" (англ.). bullettmedia.com (10 ноября 2014). Дата обращения: 27 апреля 2021. Архивировано 10 ноября 2014 года.
116. ↑  "Tinashe Has a Black Belt in Taekwondo" (англ.). GQ (11 ноября 2014). Дата обращения: 27 апреля 2021. Архивировано 27 апреля 2021 года.
117. ↑  "Jano4Tinashe" (англ.). Trumblr (13 января 2021). Дата обращения: 27 апреля 2021. Архивировано 27 апреля 2021 года.
118. ↑  Scarano, Ross. "Tinashe and Family on Racism, Self Doubt, and Nobody Wanting To Date Her" (англ.). Complex (27 апреля 2018). Дата обращения: 7 апреля 2021. Архивировано 11 апреля 2021 года.
119. ↑  "Tinashe Opens Up About Her Bisexuality" (англ.). www.pride.com (28 августа 2020). Дата обращения: 27 апреля 2021. Архивировано 27 апреля 2021 года.
120. ↑  TINASHE. "Tinashe Twitter" (англ.). Twitter (16 октября 2020). Дата обращения: 27 апреля 2021. Архивировано 16 октября 2020 года.